# Luis Aranguren Gonzalo
Luis Alfonso Aranguren Gonzalo (Madrid, 6 de abril de 1959) es profesor asociado de ética en la Universidad Complutense de Madrid y consultor-formador en el campo de la ética aplicada, la participación social y el desarrollo de organizaciones en España, Portugal y América Latina. Su aportación principal está centrada en la reflexión sobre el voluntariado social, ámbito del que es referente en español, y en el desarrollo de la ética del cuidado como nuevo paradigma de civilización.

## Trayectoria
Aranguren se licenció en Teología por la Universidad Pontificia de Salamanca y posteriormente se licenció y doctoró en Filosofía en la Universidad Complutense de Madrid.  
Comenzó su vida laboral como profesor de secundaria en un instituto en Getafe. A partir del año 1996 y durante siete años fue responsable del Programa de Voluntariado de Cáritas Española y en paralelo comenzó a desarrollar tareas de asesor en entidades de solidaridad.  
En el año 2004 fue nombrado director técnico del Plan Regional de Voluntariado de la Comunidad de Madrid. Posteriormente participó en el Consejo asesor de la Plataforma del Voluntariado de España. Durante trece años, entre 2003 y 2016, fue director editorial de PPC.
Actualmente es profesor asociado de Ética de la Universidad Complutense de Madrid y continua su trabajo como consultor y formador en organizaciones sociales.